# 3D-Rig
Mit Hilfe eines 3D-Rigs werden zwei Kameras zu einem 3D-Kamerasystem verbunden, um stereoskopische 3D-Filme und -Fotos aufzunehmen.

## Hintergrund
Um eine stereoskopische Tiefenillusion zu erzeugen, müssen zwei Bilder mit einer horizontalen Parallaxe gleichzeitig dargestellt werden, jeweils eines für jedes Auge. Diese können entweder nacheinander mit einer Kamera oder gleichzeitig mit zweien aufgezeichnet werden. Sollen bewegte Objekte eingefangen werden, ist es wichtig, dass die Bilder zur exakt gleichen Zeit aufgenommen werden. Je nach Geschwindigkeit des Objektes können dabei winzigste Asynchronitäten zu Fehlern in der Tiefendarstellung führen. Daher werden in der Fotografie und erst recht beim Film in der Regel zwei Kameras eingesetzt.
Darüber hinaus muss darauf geachtet werden, dass die beiden Kameras geometrisch korrekt zueinander ausgerichtet sind. Schon minimale Abweichungen von einer parallelen Ausrichtung der beiden Kameraachsen zueinander führen zu einem falschen Raumeindruck, oder dazu, dass die produzierten Bilder Übelkeit oder Kopfweh verursachen.
Die Herausforderung an ein 3D-Rig ist es also, dass damit zwei Kameras so miteinander verbunden werden, dass sie in allen Achsen ausgerichtet werden können, diese Ausrichtung aber auch bei Bewegungen erhalten bleibt.:218 Für die Herstellung von 3D-Filmen muss außerdem der horizontale Abstand der Kameras zueinander während der Aufnahme mittels Fernsteuerung veränderbar sein, damit auf unterschiedliche Aufnahmesituationen eingegangen werden kann.
Grundsätzlich gibt es zwei Arten von 3D-Rigs: Side-By-Side-Rigs und Spiegelrigs.:219

## Side-By-Side-Rig

### Aufbau
Am einfachsten kann man ein 3D-Bild aufnehmen, indem man zwei Kameras nebeneinander anordnet. Die optischen Achsen sind entweder parallel ausgerichtet oder können so konvergiert werden, dass sie sich in einem vorgegebenen Abstand kreuzen. In manchen Side-By-Side-Rigs sind die Kameras fest miteinander verbunden. Neben den Rigs von Hobbybastlern findet sich dieses Prinzip beispielsweise beim GoPro-3D-Rig und allen 3D-Camcordern, da es vergleichsweise einfach umzusetzen ist. Professionelle Side-By-Side-Rigs bieten aber die Möglichkeit, den Abstand zwischen den Kameraachsen anzupassen. Dabei ist es wichtig, dass die korrekte geometrische Ausrichtung auch dann noch erhalten bleibt, wenn die Kameras bewegt werden.

### Einsatzgebiet
Ein Side-By-Side-Rig eignet sich hervorragend für Totalen wie Landschaftsaufnahmen oder Aufsichten bei Sportübertragungen. Für Nahaufnahmen sind sie allerdings ungeeignet, da hierfür der Abstand der Kameraachsen geringer sein muss als der Durchmesser selbst kleiner Objektive.:385

### Vorteile
Side-By-Side-Rigs sind vergleichsweise einfach zu bauen und daher günstig. Darüber hinaus bieten sie oft einen größeren maximalen Abstand der Kameras zueinander als Spiegelrigs. Das kann man nutzen, um einen Miniaturisierungseffekt oder Liliputismus zu erzielen und selbst Gebirgszüge wie eine Modelllandschaft aussehen zu lassen.

### Nachteile
Side-By-Side-Rigs können nicht für Nahaufnahmen eingesetzt werden, da der kleinstmögliche Abstand der Kameraachsen durch die Baugröße der Objektive begrenzt ist. Für Nahaufnahmen darf dieser Abstand aber bisweilen nicht größer sein als wenige Millimeter. Daher werden bei szenischen Filmaufnahmen in der Regel Spiegelrigs verwendet.

## Spiegelrig

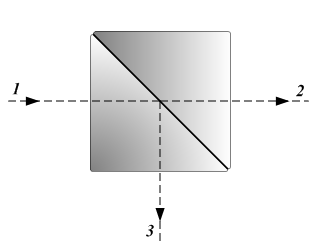
Schematische Illustration eines Strahlenteilers

### Aufbau
Bei einem Spiegelrig sind beide Kameras auf einen halbtransparenten Spiegel, einen sogenannten Strahlenteiler, ausgerichtet. Dieser reflektiert fünfzig Prozent des einfallenden Lichtes. Die anderen fünfzig Prozent werden transmittiert. Eine Kamera filmt das Spiegelbild, die andere blickt durch den Spiegel hindurch. Da die Kameras somit physisch voneinander getrennt sind, können sie sich optisch auf der gleichen Achse befinden. Im Spiegelbild überlagern sich die Kameras und können scheinbar zu einer einzigen verschmelzen. In diesem Fall ist das aufgezeichnete Bild identisch. Davon ausgehend kann danach jeder beliebige Abstand der beiden optischen Achsen eingestellt und damit die Tiefenwirkung des Bildes frei gewählt werden.

### Einsatzgebiet
Dadurch, dass auch sehr kleine interaxiale Abstände möglich sind, kann ein breites Spektrum an Einstellungsgrößen umgesetzt werden. Dadurch ist das Spiegelrig für den Einsatz beim szenischen Film am besten geeignet.

### Vorteile
Durch Spiegelrigs wird das Erzählen mit klassischen Filmstilmitteln erst möglich. Außerdem bietet die Möglichkeit, die optischen Achsen der beiden Kameras exakt übereinander zu legen, den Vorteil, dass die Videoausspielungen für das geometrische Ausrichten der Kameras genutzt werden können.

### Nachteile
Der Spiegel ist ein weiteres optisches Element, das präzise gefertigt sein muss und anfällig für Staub, Streulicht und andere Verschmutzungen ist. Die Kosten für hochwertige Strahlenteiler treiben den Preis eines Spiegelrigs in die Höhe. Zudem bewirkt die Aufteilung des Lichtes für die einzelnen Kameras einen Helligkeitsverlust von einer Blende.:391
Spiegel von geringerer Qualität bewirken oft ein unterschiedliches Farbverhalten der beiden Bilder, das in der Postproduktion aufwändig korrigiert werden muss. Außerdem kann es zu Problemen kommen, wenn der Spiegel das Licht abhängig von seiner Polarisation filtert. Das tritt besonders bei reflektierenden Materialien, wie Metall, Blättern und regennassen Straßen auf.
In manchen Spiegelrigs kann nur eine der beiden Kameras bewegt werden. Diese haben den Nachteil, dass sie bei Steadycam-Aufnahmen das Gesamtsystem aus dem Gleichgewicht bringen, wenn der Abstand der Kameras zueinander verändert wird. Um dies zu vermeiden, gibt es Spiegelrigs, in denen automatisch beide Kameras gleichzeitig bewegt werden, sodass das Gleichgewicht gewahrt wird.